# Newberg, Oregon
Newberg este un oraș din comitatul Yamhill, statul Oregon, Statele Unite ale Americii.  Aflat în zona metropolitană Portland, orașul găzduiește Universitatea George Fox.  Conform datelor recensământului din anul 2000, populația orașului era de 18.064, marcând o creștere semnificativă de circa 20% conform unei estimări din 2007, care găsise 21.675 locuitori, plasând Newberg ca al doilea oraș din comitatul Yamhill.

## Istoric
Herbert Hoover, cel de-al treizeci și unulea președinte al Statelor Unite ale Americii, s-a mutat în oraș în 1885, la vârsta de 9 ani, pentru a locui cu unul din unchii săi după moartea părinților săi.  Casa în care a locuit a fost transformată într-un muzeu, numit Hoover-Minthorn House.

## Geografie

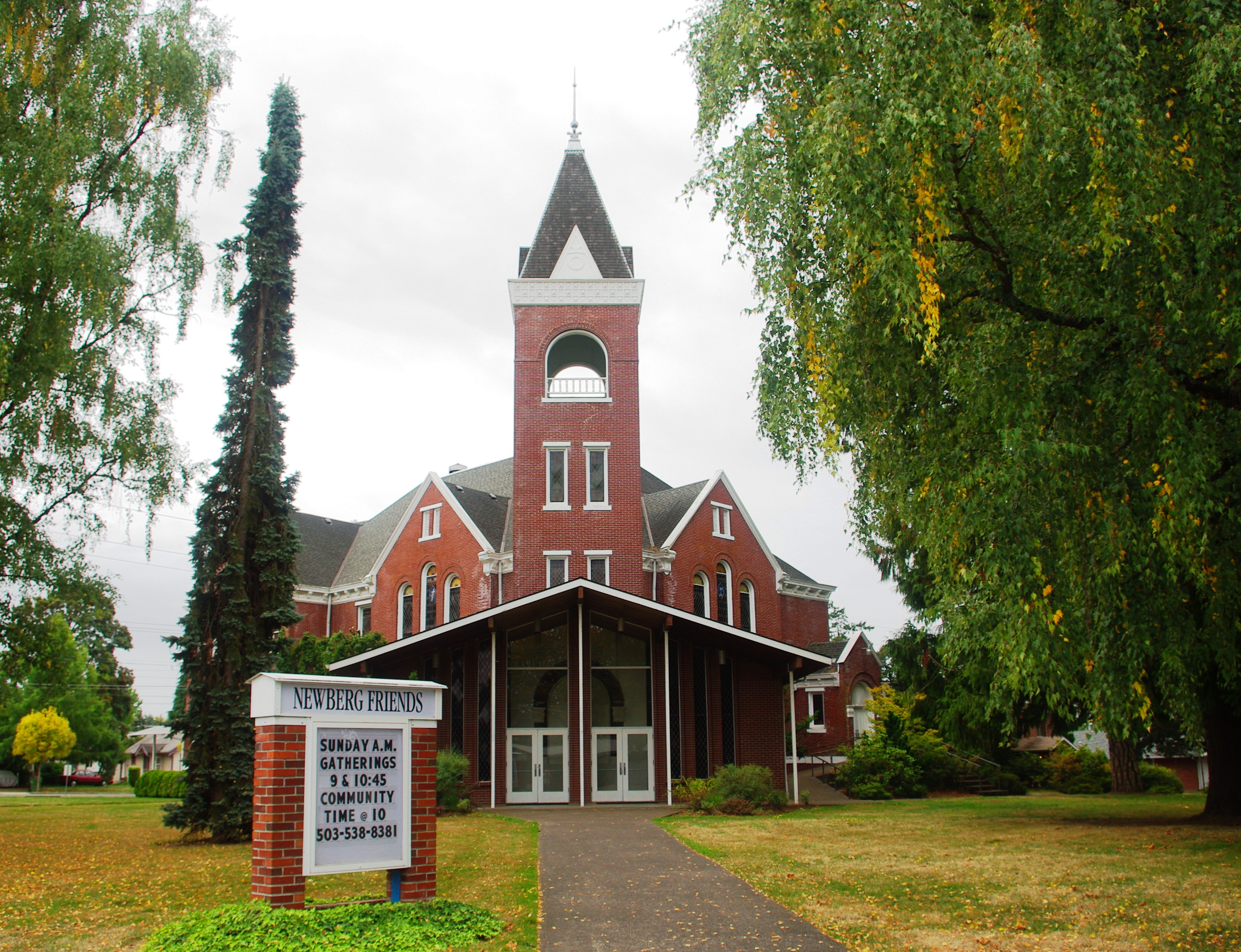
Newberg Friends Church, una din bisericile Quakerilor din comitat

Newberg se găsește de-a lungul drumului statului Oregon numit Oregon Route 99W la circa 40 km (sau 25 de mile) sud-vest de Portland, Oregon.
Conform datelor culese de United States Census Bureau, orașul are o suprafață totală de 13 km² (sau de 5 Milă pătrată|mi²). GR1  Întrega localitate se găsește la o altitudine medie de 54 de m.

### Climat
Datorită apropierii de Oceanul Pacific, climatul este temperat continental moderat, cu ierni blânde, veri nu foarte călduroase, dar cu primăveri și toamne ploioase.

## Economie

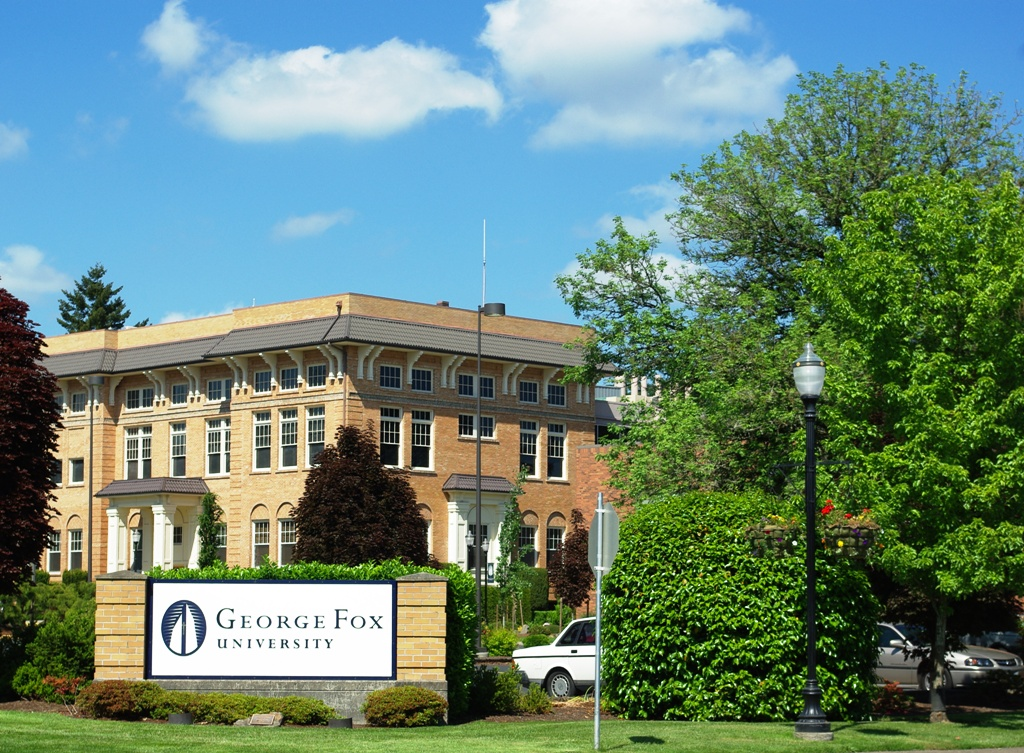
Intrarea campusului Universității George Fox

## Orașe înfrățite
- Asago, prefectura Hyōgo, Japonia

## Educație
Newberg este deservit de districtul școlar Newberg, care are șase școli elementare, două școli secundare și un liceu, Newberg High School.  Ca instituție de învățământ superior, pe plan local există George Fox University, transformată în universitate dintr-un fost colegiu.

## Transporturi

### Drumuri
|  | OR 99W (fostul drum național US 99W) este un drum important nord-sud, care urmează o direcție est-vest prin Newberg. Leagă Portland, dinspre nord-vestul statului Oregon, cu Dundee și McMinnville la sud-vest, respectiv Willamette Valley cu sudul statului. Împreună cu OR 18, este calea de acces principală dintre Portland și partea costală a statului la Oceanul Pacific. |
|  | OR 219 este un drum statal nord-sud conectând localitățile Saint Paul și Woodburn, la sud, cu Scholls și Hillsboro, la nord. |
|  | OR 240 este un drum est-vest care face legătura dintre drumul statal OR 47 cu orașul Yamhill. |

## Media
- The Newberg Graphic

## Locuri de interes turistic
- Ewing Young Historical Park
- Providence Newberg Medical Center